# Chaetodon guentheri

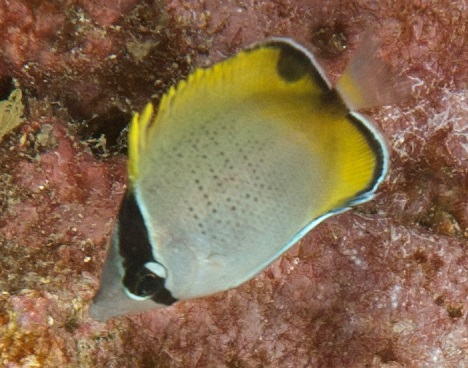
Ejemplar juvenil

El Chaetodon guentheri es una especie de pez mariposa del género Chaetodon. Su nombre más común en inglés es Gunther's butterflyfish, o pez mariposa de Gunther.
Es una especie generalmente común, con poblaciones estables. Probablemente más abundante en las aguas subtropicales y templadas de su rango de distribución.

## Morfología
Posee la morfología típica de su familia, cuerpo ovalado, semi-rectangular con las aletas extendidas, y comprimido lateralmente. 
La coloración general del cuerpo es blanco perla, con numerosos puntos recubriendo el cuerpo, y parte de ellos formando líneas verticales. Tiene una banda negra que le cubre el ojo. Las aletas dorsal y anal son amarillas, con el margen blanco y un submargen fino negro. Las pélvicas y pectorales son blancas, y la aleta caudal amarilla. Los juveniles tienen un ocelo negro en el ángulo posterior de la aleta dorsal.
Tiene 13 espinas dorsales, entre 21 y 22 radios blandos dorsales, 3 espinas anales, y 18 radios blandos anales.
Alcanza los 18 cm de largo.

## Hábitat y distribución
Especie asociada a arrecifes exteriores con gran crecimiento coralino. A menudo en áreas de esponjas de aguas profundas. Normalmente ocurren solitarios, y en grupos frente a fuertes corrientes. La especie viaja a mar abierto dónde limpia a otras especies de grandes peces pelágicos.
Su rango de profundidad está entre 5 y 40 metros, aunque se localizan hasta 136 m de profundidad.
Se distribuye en aguas tropicales y subtropicales del océano Indo-Pacífico. Es especie nativa de Australia; Corea; Filipinas; Indonesia; Japón; Nueva Caledonia; Palaos; Papúa Nueva Guinea; Taiwán (China) y Tonga.

## Alimentación
Es una especie omnívora, y se alimenta tanto de algas, como de pequeños invertebrados marinos. Forma pequeñas y grandes agregaciones para alimentarse del plancton.

## Reproducción
Son dioicos, o de sexos separados, ovíparos, y de fertilización externa. El desove sucede antes del anochecer. Forman parejas durante el ciclo reproductivo, pero no protegen sus huevos y crías después del desove.